# Псаммофория

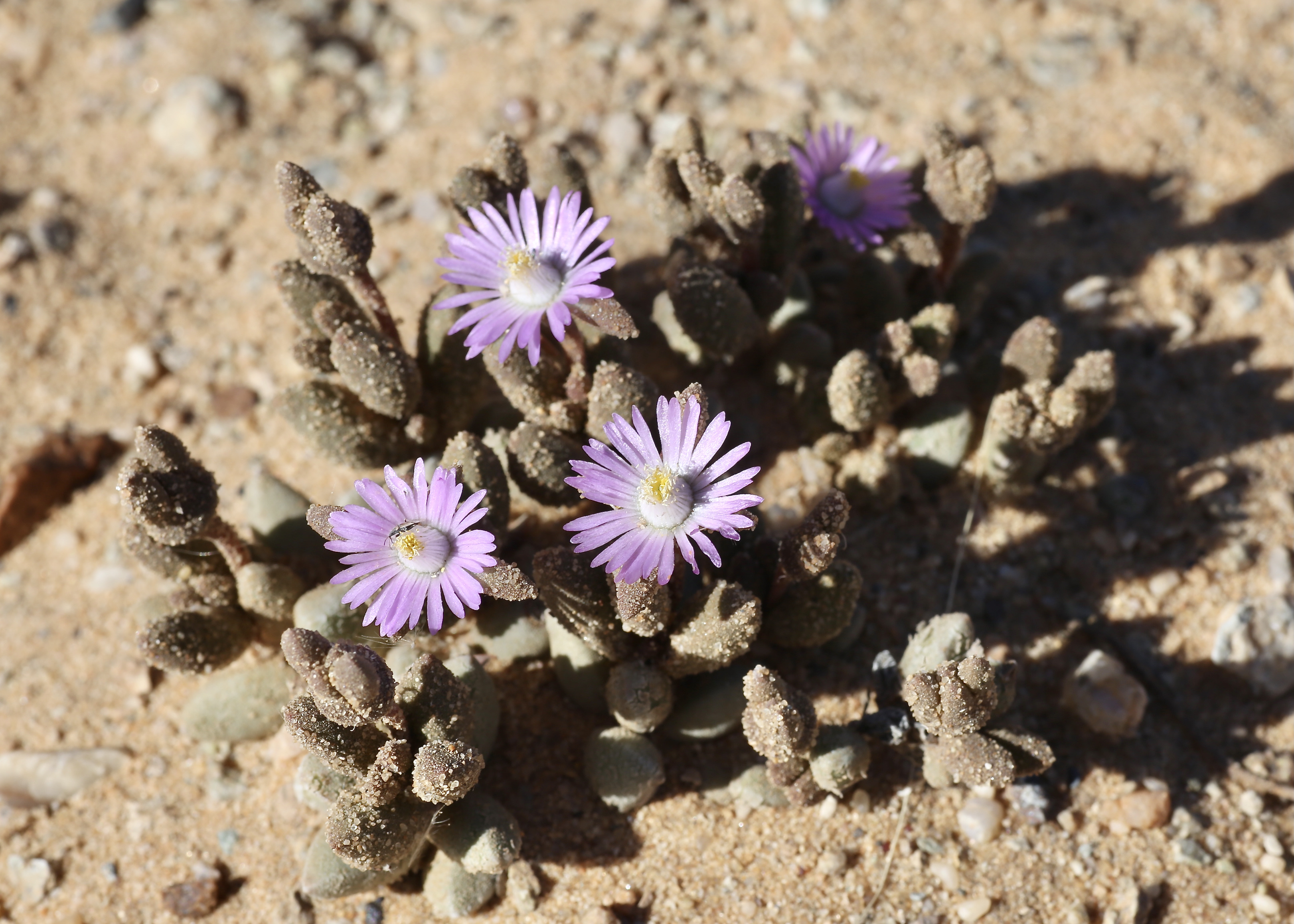
Psammophora

Псаммофория — адаптивный механизм, который используется не только растениями, но также и некоторыми насекомыми. Этот термин описывает активное нанесение частиц песка на поверхность тела как средство защиты и камуфляжа.
У растений псаммофория позволяет создать защитный слой песка на своих стеблях и листьях. Этот слой может уменьшать вероятность повреждения растения травоядными животными и насекомыми.
У насекомых этот механизм также имеет защитную функцию. Например, некоторые насекомые, такие как определенные виды жуков, могут активно наносить песок или пыль на свои тела, что позволяет им стать менее заметными для хищников и обеспечивает дополнительный слой защиты.

## Ботаника
Этот механизм камуфляжа и защиты распространен у более чем 200 видов растений из разных семейств и родов. Открытие псаммофории было сделано в результате исследований, проведенных учеными из Калифорнийского университета в Дэвисе. Исследования подтверждают, что растения, которые имеют слой песка на своей поверхности, становятся менее привлекательными как для насекомых-травоядных, так и для млекопитающих. Листья таких растений, покрытые песком, менее подвержены повреждениям, что подчеркивает эффективность этого уникального адаптивного механизма защиты.
Псаммофория проявляется у растений рода Psammophora, у которых на поверхности листьев имеется вязкая слизь, к которой прилипают песчинки. Также данное явление характерно для Crassula alpestris.

## Энтомология
Это явление довольно часто связывают с семейством жуков Georissidae в целом. Однако пока документально подтверждено наличие такой способности только у следующих видов: Georissidae crenulatus, Georissidae canalifer, Georissidae californicus и Georissidae pusillus.
Сходным термином «псаммофор» обозначают образование из щетинок и волосков на нижней стороне головы у некоторых муравьёв и ос, служащее для переноски мелких частичек почвы и песка, мелких семян, яиц.

## См. Также
- Псаммофиты